# Silla (kommunhuvudort)
Silla är en kommunhuvudort i Spanien.   Den ligger i provinsen Província de València och regionen Valencia, i den östra delen av landet, 300 km öster om huvudstaden Madrid. Silla ligger 12 meter över havet och antalet invånare är 18 979.
Terrängen runt Silla är platt, och sluttar österut.Runt Silla är det mycket tätbefolkat, med 4 343 invånare per kvadratkilometer. Närmaste större samhälle är Valencia, 12,3 km norr om Silla. Trakten runt Silla består till största delen av jordbruksmark.